# Avenue Albert Jonnart
L'avenue Albert Jonnart (en néerlandais : Albert Jonnartlaan) est une avenue bruxelloise de la commune de W   oluwe-Saint-Lambert qui va du boulevard Brand Withlock à la rue de Linthout. Elle a été nommée d'après Albert Jonnart, résistant de la Seconde Guerre mondiale.
La numérotation des habitations va de 1 à 97 pour le côté impair et de 2 à 74 pour le côté pair.